# Patrick Stanczak
Pour les articles homonymes, voir Stanczak.
Patrick Stanczak, né le 16 novembre 1955, est un taekwondoïste français.

## Biographie
Patrick Stanczak, membre de l'équipe de France de 1978 à 1982, remporte la médaille de bronze dans la catégorie des moins de 78 kg aux championnats d'Europe de taekwondo 1980.
Il est entraîneur de l'équipe de France féminine de 1988 à 1992 et des équipes de France de 1993 à 2003.